# پادشاه آن ژو
پادشاه آن از ژو (به چینی: 周安王) با نام شخصی جی جیائو (به چینی: 驕)؛ سی‌وسومین پادشاه دودمان ژو و بیست‌ویکمین پادشاه ژو خاوری بود. او جانشین پدرش، پادشاه وی‌لیه ژو شد و از ۴۰۱ تا ۳۷۶ پ. م سلطنت کرد. پس از او پسرش پادشاه لیه ژو به سلطنت رسید.

## خانواده
پسران
- شاهزاده شی (王子喜؛ مرگ ۳۶۹ پ. م)؛ پادشاه لیه ژو
- شاهزاده بیان (王子扁؛ مرگ ۳۲۱ پ. م)؛ پادشاه شیان ژو[۶]